# Kirche Brockwitz

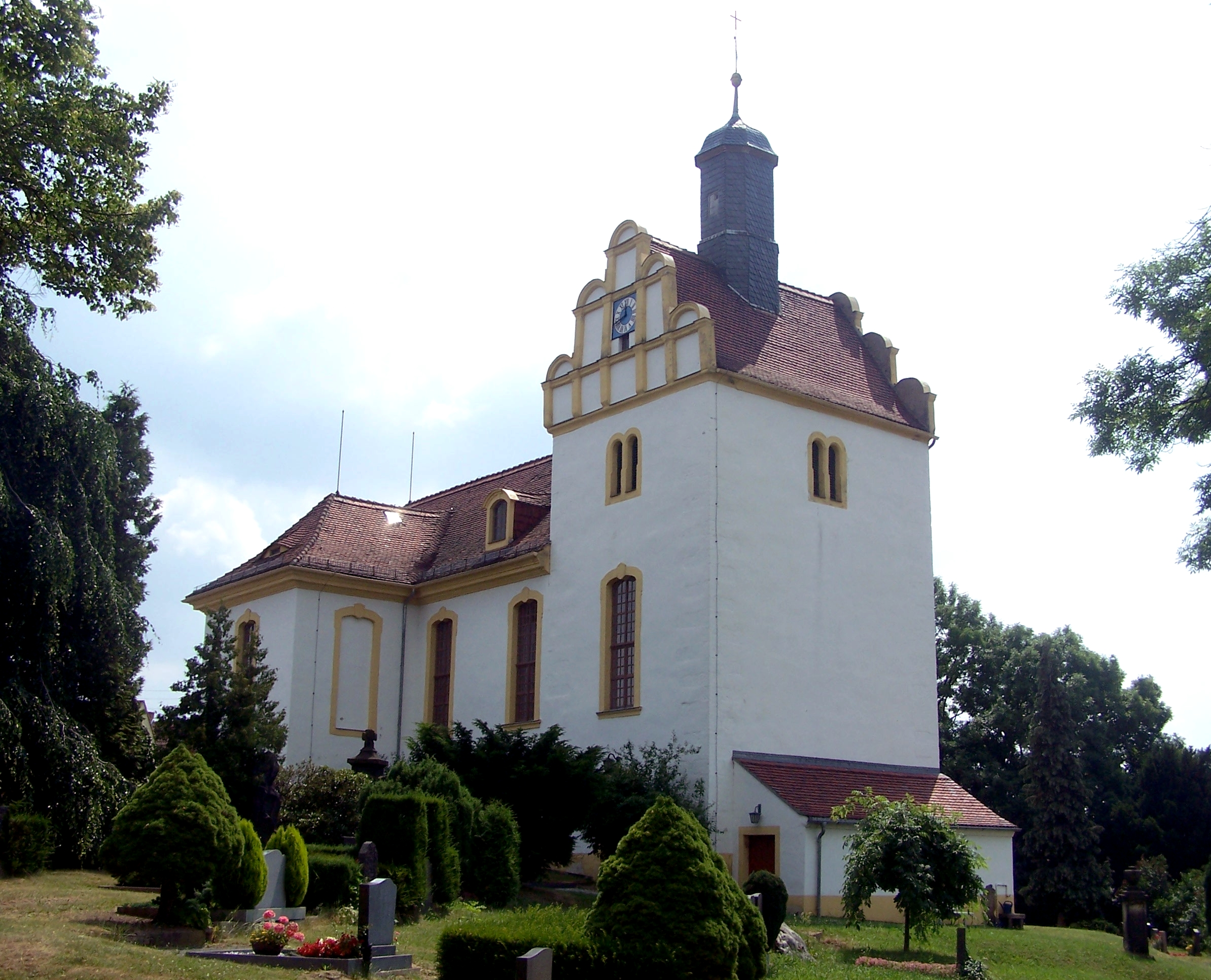
Kirche Brockwitz

Die Kirche Brockwitz ist eine Kirche im Ortsteil Brockwitz von Coswig im Landkreis Meißen in Sachsen.

## Geschichte

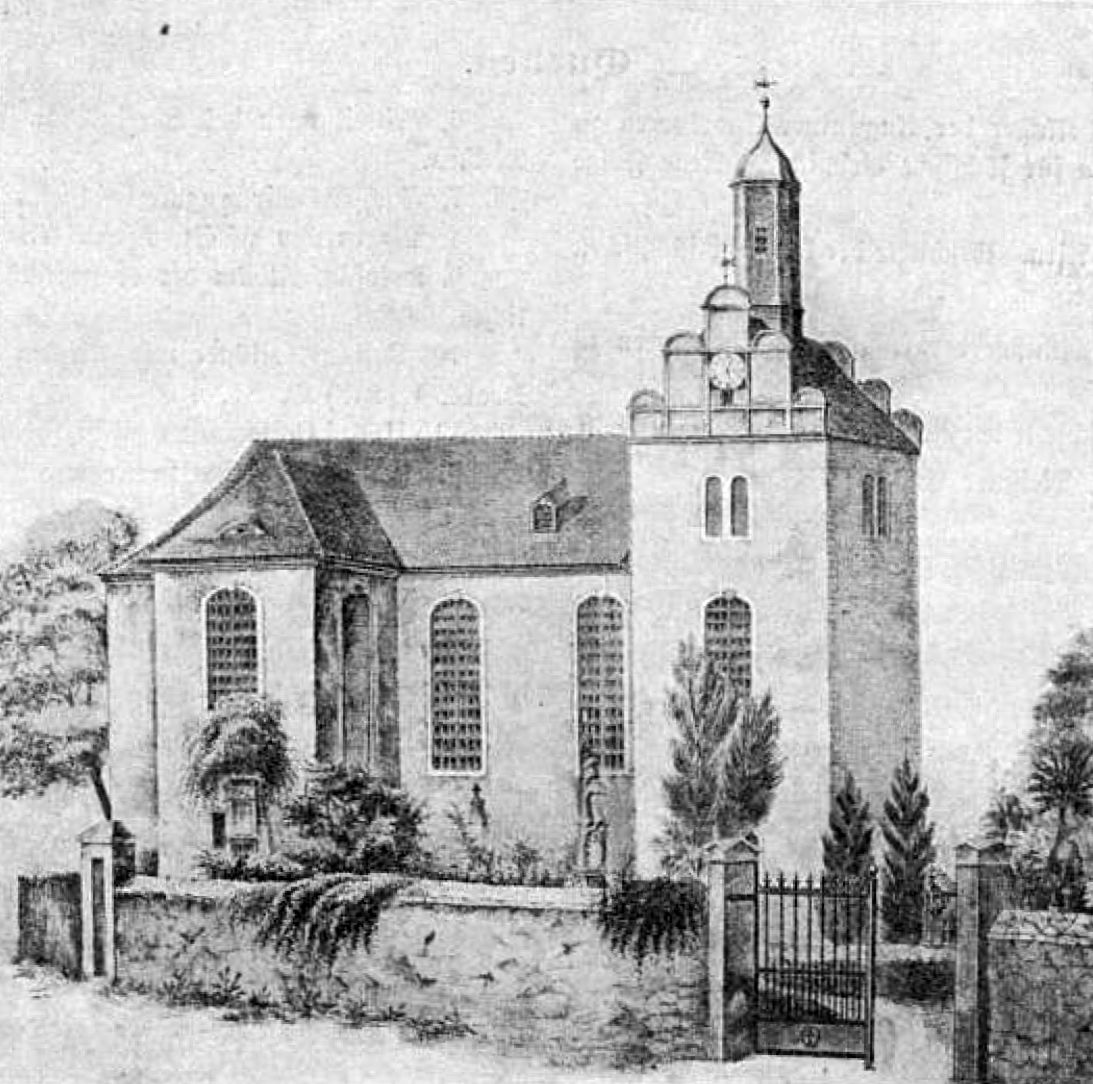
Historische Ansicht der Kirche

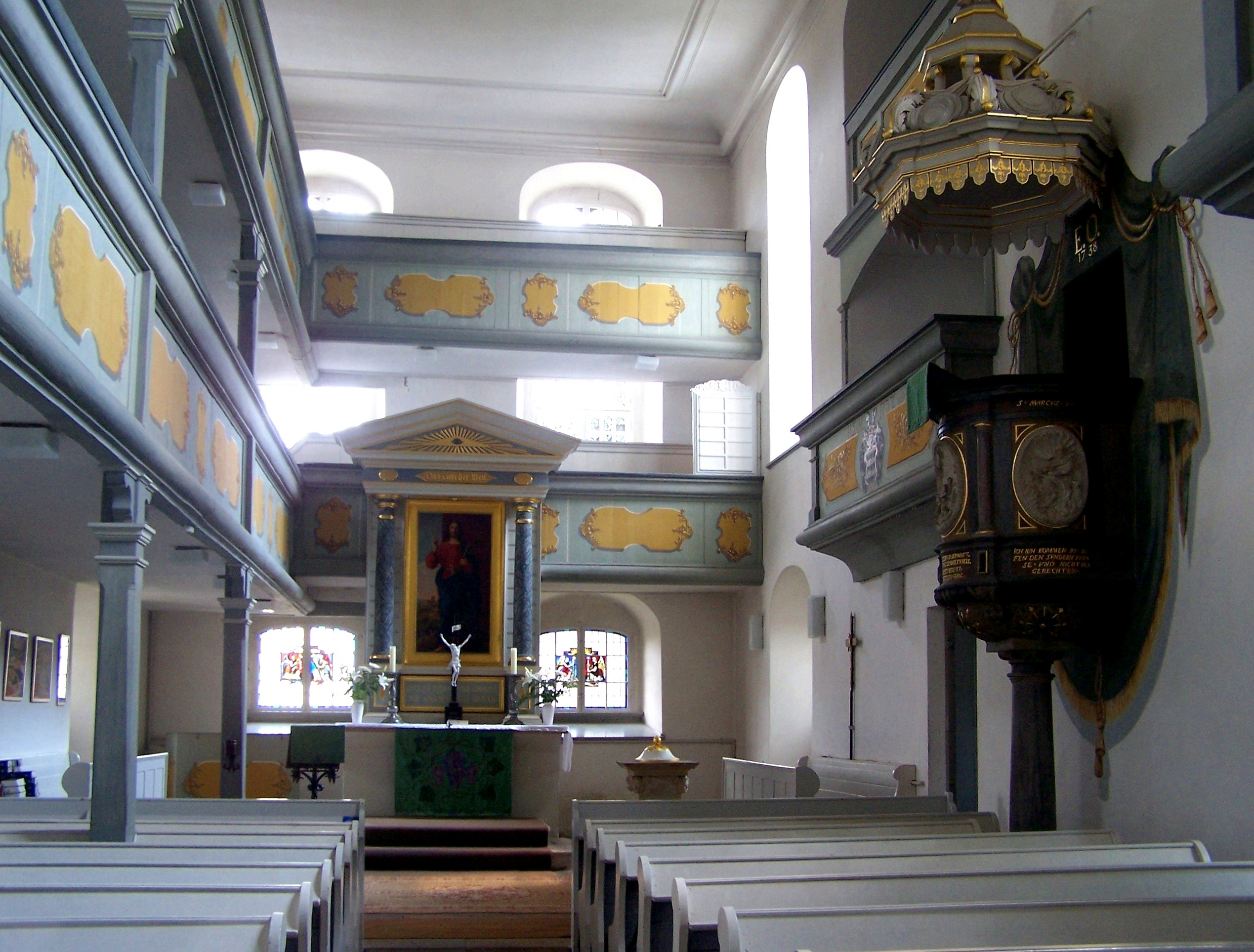
Altarraum, Kanzel, Empore und Loge

Markgraf Dietrich der Bedrängte stiftete Brockwitz und seine Nachbarorte 1205 dem Augustiner-Chorherren-Stift St. Afra in Meißen. Da das dortige Kloster auch das Patronatsrecht erhielt, stellt dies auch die Ersterwähnung der Brockwitzer Kirche dar. 
Ein verheerender Brand vernichtete 1571 weite Teile von Brockwitz. Die Kirche wurde dabei bis auf den Turm zerstört. Der das heutige Ortsbild bestimmende Barockbau entstand im Jahre 1737. 
In der Brockwitzer Dorfkirche sind Barock- und Renaissanceelemente miteinander verschmolzen. Sie weist barocke Malereien an Kanzel, Empore und Loge auf. Der Altar wurde 1822 errichtet, vermutlich seit dem 17. Jahrhundert war der Sakralbau mit einer Orgel ausgestattet. Die heutige Orgel ist ein Werk der Firma Groß Orgelbau aus dem Jahr 2006 mit 20 Registern auf zwei Manualen und Pedal. Die Kanzel geht auf das Jahr 1620 zurück, ihr reich verzierter Schalldeckel stammt von 1738. Im Jahr 2000 erfolgte eine komplette Erneuerung der Außenfassade. 
Das der Kirche benachbarte Pfarrhaus enthält eine Sammlung zum kleinbäuerlichen Leben. Ausgestellt sind handwerkliche und landwirtschaftliche Arbeitsgeräte. Teile der Ausstellung widmen sich auch der Elbe, dem Weinbau sowie archäologischen Funden aus dem Raum Meißen.